# Düne „Neben Schenkenäcker“ zwischen Seeheim und Jugenheim

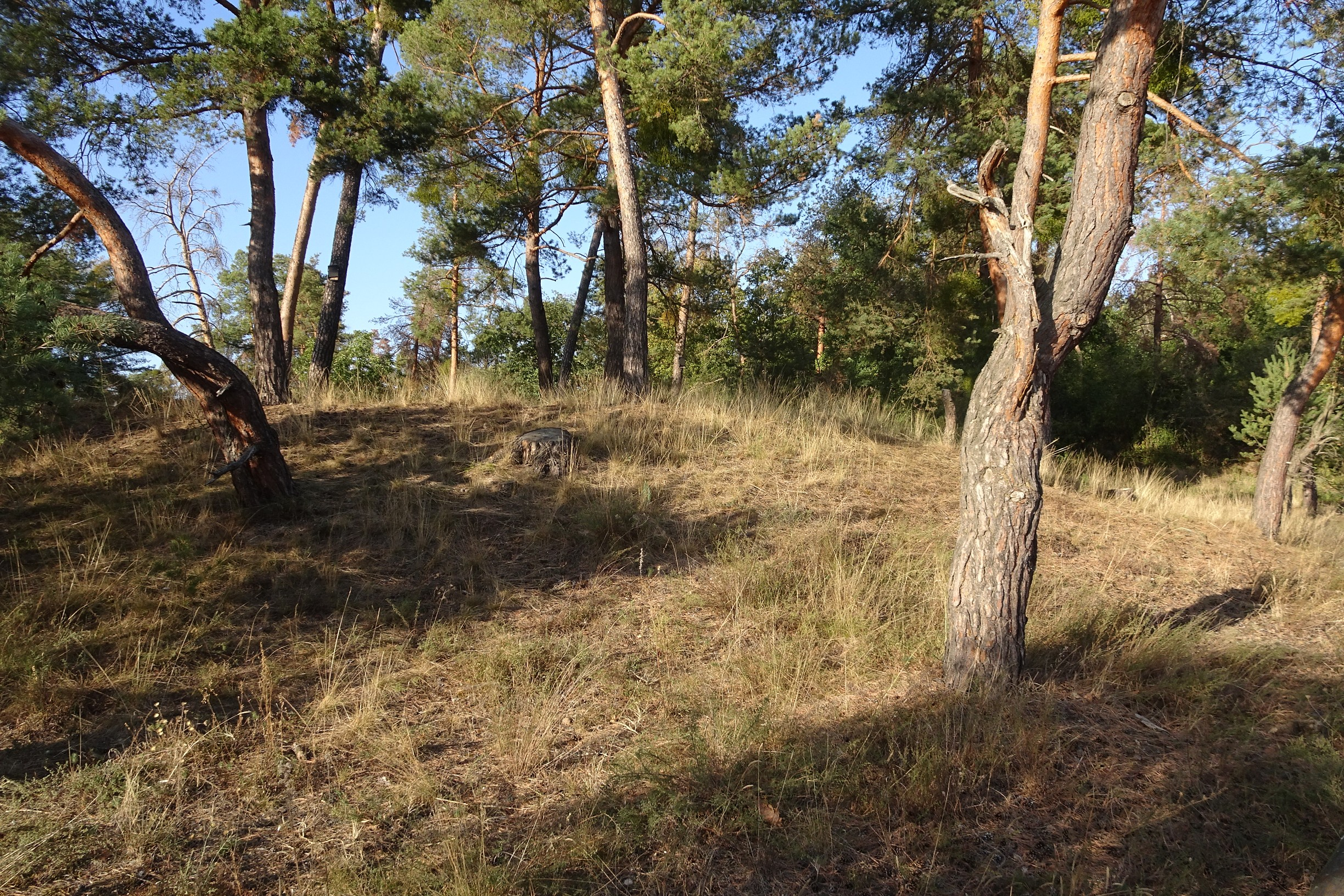
Steppenrasen auf der Düne „Neben Schenkenäcker“ (2020)

Die Düne „Neben Schenkenäcker“ zwischen Seeheim und Jugenheim ist ein Natura2000-Gebiet in der Gemeinde Seeheim-Jugenheim im Landkreis Darmstadt-Dieburg, Südhessen. Die Ausweisung der Binnendüne im Kiefernwald als FFH-Gebiet 6217-306 erfolgte mit der Verordnung vom 16. Januar 2008, geändert am 20. Oktober 2016.

## Lage
Die Düne „Neben Schenkenäcker“ liegt im Naturraum Hessische Rheinebene auf 121 Meter Meereshöhe. Sie gehört zu dem etwa 10 Kilometer breiten Gürtel von Flugsanddünen zwischen Darmstadt und Rastatt, in dem am Ende der letzten Eiszeit kalkhaltige Sande zu Binnendünen angeweht worden waren. Das FFH-Gebiet befindet sich in der Gemarkung Seeheim auf der Nordseite der Zufahrt zum Schuldorf Bergstraße, etwa 120 Meter östlich der Landesstraße 3103. Südlich liegt ein Tennisplatzgelände, im Westen hinter einem geschotterten Feldweg der Schulgarten des Schuldorfes Bergstraße, im Osten und Norden grenzt Sandkiefernwald an. Die geschützte Fläche umfasst 0,1377 Hektar.

## Beschreibung, Flora und Fauna
Die kleine Binnendüne, die früher auch als „Düne  am  Viehtrieb“ bezeichnet wurde, ist mit einem lichten Kiefernwald bewachsen. Im Unterwuchs findet sich ein Steppenrasen, in dem 15 gefährdete Pflanzenarten und 7 Tierarten der Roten Liste nachgewiesen wurden. Bedeutend ist das Vorkommen der seltenen Sand-Silberscharte (Jurinea cyanoides). Weitere Besonderheiten sind unter anderem Haar-Pfriemengras, Aufrechter Ziest, Steppen-Wolfsmilch, Duft-Skabiose und Ohrlöffel-Leimkraut. In dem Gebiet leben  Schmetterlinge wie Kleiner Sonnenröschen-Bläuling und Russischer Bär und acht Heuschreckenarten, darunter Weinhähnchen und Blauflügelige Ödlandschrecke.

## Schutzziele
Die Lebensraumtypen, die im FFH-Gebiet erhalten werden sollen, sind „Subpannonische Steppen-Trockenrasen“ (LRT 6240) und „Kiefernwälder der sarmatischen Steppe“ (LRT 91U0). Als Erhaltungsziele des Artenschutzes werden Euplagia quadripunctaria (Russischer Bär) und Jurinea cyanoides (Sand-Silberscharte) genannt. Um diese Schutzziele zu erreichen, regelt ein Maßnahmenplan die nötigen Pflegeeingriffe, beispielsweise Auslichtung und Beweidung.
Eine Vernetzung mit dem 1,15 Kilometer weiter nördlichen FFH-Gebiet „Seeheimer Düne“ wurde inzwischen über einen Korridor von Restitutionsflächen der Universität Darmstadt geschaffen. Hier konnten verschwundene Sandlebensräume durch Aufschüttungen von Tiefensand naturnah wiederhergestellt werden.

## Beeinträchtigungen
Stellenweise breiten sich im Schutzgebiet nicht-heimische Pflanzenarten aus. Gefährdet ist der Steppenlebensraum auch durch zunehmende Verbuschung und Beschattung. Um Schädigungen durch Trampelpfade sowie Vermüllung zu verringern, wurde die Düne an der Straßenseite mit einer Holzabsperrung umgeben.